# سالي بيرز
سالي بيرز (بالإنجليزية: Sally Peers)‏ مواليد 1 يونيو 1991 في ملبورن، هي لاعبة كرة مضرب أسترالية بدأت مسيرتها كمحترفة سنة 2008 تلعب باليد اليمنى. هي إحدى بطلات الجراند سلام. أعلى تصنيف لها في الفردي كان المركز الـ 145 في سنة 2011.

## بطولات حققتها
- بطولة أستراليا المفتوحة للتنس

## الميداليات
| الميدالية | المسابقة                  |
| --------- | ------------------------- |
| ذهبية     | دورة ألعاب الكومنولث 2010 |
| برونزية   | دورة ألعاب الكومنولث 2010 |

## روابط خارجية
- سالي بيرز على موقع رابطة محترفات التنس (الإنجليزية)
- سالي بيرز على موقع الاتحاد الدولي لكرة المضرب (الإنجليزية)
- سالي بيرز على موقع كأس بيلي جين كينغ (الإنجليزية)
- سالي بيرز على موقع اتحاد التنس الأسترالي (الإنجليزية)
- سالي بيرز على موقع خلاصة التنس.كوم (الإنجليزية)
- سالي بيرز على موقع إي إس بي إن.كوم (الإنجليزية)
- سالي بيرز على موقع اتحاد ألعاب الكومنولث (مؤرشف) (الإنجليزية)